# Zoraida
Zoraida es un nombre propio femenino, de origen árabe, en cuya lengua significa «graciosa», por lo que Albaigés lo relaciona o asimila a Gracia.
Por su parte, Gutierre Tibón en su Diccionario etimológico comparado de nombres propios de personas (1986), anota que «Zuleica» significa en árabe ‘la rolliza’ o ‘la gordita’ (cualidad muy estimada en algunas sociedades). De Zoraida dice Tibón que es diminutivo árabe de «Zarádat» (argolla, como metáfora quizá de sujeción o mujer cautivadora), y añade que el santoral español incluye una doncella mora convertida al cristianismo y martirizada en Valencia en el siglo xii. 

## EnEl Quijote

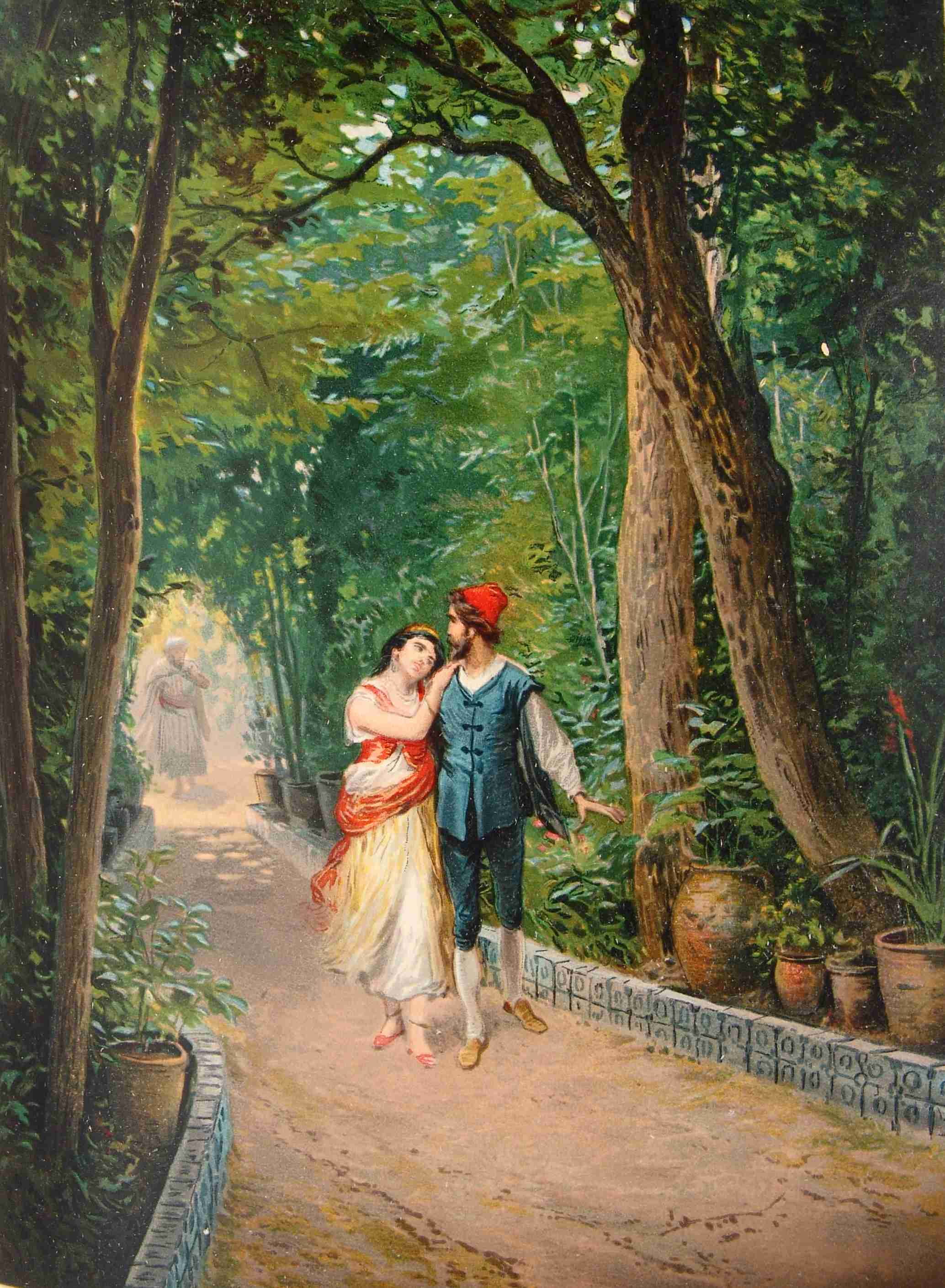
Zoraida y «el cautivo»

En los capítulos XXXIX, XL y XLI de la primera parte de Don Quijote de la Mancha, se relatan las peripecias de una princesa árabe llamada Zulaida o Zoraida, que quiere abandonar Argel y hacerse cristiana, contando para su huida con la ayuda de un cautivo cristiano. La historia es narrada por boca de este último (personaje que algunos han relacionado con el propio Cervantes).

Digo, pues, que cada vez que pasaba con su barca daba fondo en una caleta que estaba no dos tiros de ballesta del jardín donde Zoraida esperaba; y allí, muy de propósito, se ponía el renegado con los morillos que bogaban el remo, o ya a hacer la zalá, o a como por ensayarse de burlas a lo que pensaba hacer de veras; y así, se iba al jardín de Zoraida y le pedía fruta, y su padre se la daba sin conocelle; y, aunque él quisiera hablar a Zoraida, como él después me dijo, y decille que él era el que por orden mía le había de llevar a tierra de cristianos, que estuviese contenta y segura, nunca le fue posible, porque las moras no se dejan ver de ningún moro ni turco, si no es que su marido o su padre se lo manden.
Miguel de Cervantes 